# Sant Pere de Cubells
Sant Pere de Cubells és l'església parroquial de Cubells, al municipi homònim de la Noguera inclosa en l'Inventari del Patrimoni Arquitectònic de Catalunya.

## Descripció
L'església de Sant Pere s'emplaça al nord-est del nucli històric de Cubells, a un centenar de metres de la part més elevada del turó, actualment ocupat per l'església de Santa Maria del Castell de Cubells.
Es tracta d'un edifici aïllat, orientat d'est a oest i que afronta a ponent amb el carrer de la Muralla (que envolta el nucli pel nord fins que trenca cap al sud per anar a desembocar davant la façana barroca de l'església), i a llevant, nord i sud amb el carrer de Sant Pere, que envolta l'esperó on es dreça l'edifici. Consisteix en una església d'una sola nau, suportada amb contraforts i capçada amb un absis semicircular a llevant; amb naus laterals, amb façana barroca a ponent i un campanar de planta de base quadrada sobre la part esquerra d'aquesta façana. Està fet amb aparell regular de carreus de gres ben escairats. La teulada de la nau és a doble vessant, amb el carener longitudinal i ràfec sobre una cornisa de pedra motllurada. En canvi, la coberta de l'absis és de lloses de pedra.

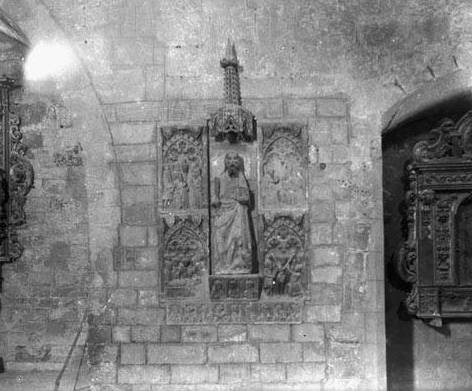
Retaule de Sant Bartomeu avui (2019) en el Museu Diocesà d'Urgell (imatge d'entre 1912 i 1924)

L'edifici original, bastit entre finals del segle xiii i inicis del XIV, segueix la tipologia i el traçat en planta dels esquemes romànics però interpretats amb les noves normes gòtiques. Per aquesta raó s'ha considerat aquest edifici com d'un estil romànic de transició al gòtic, o un edifici de base romànica però ja d'estil gòtic. En tot cas, la façana principal, a ponent, i el campanar s'hi afegiren a finals del segle xviii en estil barroc. La façana, sòbria i senzilla, conté l'accés principal, una porta d'arc de llinda de dovelles a saltacavall, emmarcada en un rectangle fet amb aparell encoixinat que és rematat amb una cornisa motllurada. La dovella clau conté en baix relleu l'escut de Sant Pere (les claus sota la mitra papal) i la inscripció 'AÑO 1793', any en què es finalitzà la façana. A sobre d'aquesta porta se situa una rosassa motllurada de la mateixa amplada que la porta i, a sobre del capcer, una petita espadanya d'un sol ull i d'arc de mig punt. El campanar, de planta quadrada, conté obertures rectangulars simples a les cares sud i oest mentre que a les cares nord i est conté obertures dobles, també rectangulars i sense cap ornament. El campanar està rematat amb una senzilla cornisa de pedra motllurada.
Més interessant resulta la façana de l'absis semicircular, rematada amb arcuacions polilobulades d'estil gòtic, i tres obertures d'arc de mig punt. La façana meridional conté la que havia estat la porta d'accés principal fins al segle xviii, emmarcada entre els dos contraforts centrals, d'arc de mig punt de dovelles emmarcat amb un guardapols. Damunt d'aquesta porta s'obre una fornícula d'arc de mig punt, actualment buida. L'obertura de la porta està tapiada amb obra de maó i de carreuons de pedra i arrebossada amb morter de calç.
L'interior és resolt amb una volta de canó apuntada que recolza sobre mènsules amb motius estilitzats de regust mudèjar. Les capelles laterals són cobertes amb volta amb interessant traceria gòtica i s'obren entre els murs i els contraforts ben marcats a l'exterior. Les capelles de la banda de l'evangeli (la banda nord) són més altes, d'arcades més estilitzades i, en definitiva, d'un gòtic més avançat que les de l'epístola (la banda sud). Això queda palès a l'exterior, ja que al darrere dels contraforts s'observa la superposició que sembla que permeté ampliar les capelles laterals del nord i aixecar-les.
Conserva al seu interior diverses imatges de la Verge: la romànica de la Verge de l'Esperança, de fusta; i les gòtiques de la Verge del Colom, d'alabastre, i la de la Verge del Castell o Verge de la Llet, també d'alabastre, que prové de la capella del Castell.

## Notícies històriques
L'actual edifici gòtic de l'església parroquial de Sant Pere va substituir a finals del segle xiii el primitiu temple romànic documentat des de principis del segle xii. A l'acta testamentària de Ramon Arnau va llegar una peça de terra a l'església Sancti Petri de Cubels. Més endavant surt esmentada en la relació de la dècima recaptada en la diòcesi d'Urgell el 1279, 1280 i 1291.
A finals del segle xiii es va començar a bastir l'església actual, que es finalitzà a principis del segle xiv. En principi seguí la tipologia i el traçat en planta dels vells llenguatges romànics però interpretats amb les noves normes gòtiques, com per exemple el ràfec d'arcuacions polilobulades de la façana de l'absis. L'accés principal consistia en una porta d'arc de mig punt adovellada a la façana sud. Des del segle xv fins al XVIII el presbiteri va estar decorat amb un retaule gòtic de fusta policromada, obra de Pere Serra de l'any 1400, que estava presidida per una escultura de Sant Pere, una talla policromada atribuïda a l'escultor Pere de Santjoan i que és considerada una peça capital de l'escultura gòtica catalana. En aquesta època, l'església també comptava amb el retaule gòtic de Santa Úrsula, obra de Joan Reixac de 1468, i el retaule dels Sants Joan Baptista i Evangelista, obra d'un deixeble de Pere Serra.
El segle xviii es reformà segons paràmetres barrocs: s'emblanquinà l'interior i es bastí un monumental altar major de fusta policromada amb la imatge de Sant Pere assegut a una càtedra, obra de l'escultor de Valls Lluís Bonifàs i Massó entre 1765 i 1769. El retaule major gòtic de Pere Serra fou arraconat (actualment es troba repartit entre diversos museus: al Museo de Bellas Artes de Bilbao, al Museu Nacional d'Art de Catalunya i al Museu Maricel de Sitges, mentre que l'escultura de Pere de Santjoan es troba actualment al Museu Marès). El 1793 es completà la façana de ponent amb el nou accés principal (es tapià l'antic accés), d'arc de llinda i amb aquesta data gravada a la dovella clau.
El 1925, gràcies a la venda del retaule de Santa Úrsula es va restaurar l'església en una intervenció que va recuperar-ne l'aspecte romànico-gòtic que presenta actualment.
El 1936, en començar la guerra civil, foren destruïts l'altar major barroc de Lluís Bonifàs, i altres retaules, imatges, joies i ornaments que havia contingut l'església.